# 田中塊堂
田中 塊堂（たなか かいどう、1896年（明治29年）2月10日 - 1976年（昭和51年）2月1日）は、岡山県小田郡山田村（現・矢掛町）出身の日本の書家。本名は英市。
それまで細字に限られていた仮名（かな）の表現範囲を広め現代仮名書壇の基礎を築いた。

## 来歴
1896年（明治29年）2月10日、岡山県小田郡山田村（現・矢掛町）に生まれる。1922年（大正11年）、大阪貿易語学校を卒業。1924年（大正13年）、28歳で川谷尚亭に師事して漢字の書を学び、かなは独学で古筆を習得した。この時期、相沢春洋、田中親美らと親交を持った。
1931年（昭和6年）、第2回泰東書道院書道展にて特選を受賞、この後3回連続の特選となる。1938年（昭和13年）より複数の書道展で審査員を務めるようになり、1938年（昭和13年）に泰東書道院、日本書道院、翌1939年（昭和14年）に平安書道会、1948年（昭和23年）毎日書道展、1951年（昭和26年）より日展で審査員を務めた。
1957年（昭和32年）より日展評議員、1959年（昭和34年）より日本書芸院理事長に就任。また、自らが主宰を務める千草会で季刊誌『かな研究』を刊行した。
1960年（昭和35年）大阪芸術賞を経て1969年（昭和44年）、第11回日展出品作品「平和」が日本芸術院賞を受賞。また1975年（昭和50年）には勲三等瑞宝章を受章した。
書道の傍ら大阪女子商業高等学校（現あべの翔学高等学校）、帝塚山学院高等女学校（現帝塚山学院中学校・高等学校）にて教職に就いた。1966年（昭和41年）より帝塚山学院大学教授。
古写経の調査・研究分野でも知られ、「古写経綜鑒」（1942年）、「日本古写経現存目録」（1973年）を刊行しているほか、1961年（昭和41年）「書道より見たる日本写経史の研究」で龍谷大学文学博士となった。
1976年（昭和51年）2月1日、胃がんのため大阪市の病院で死去、享年79。

## 著書
- 『書道学び方叢書 第6 写経学習法』雄山閣、1938年。全国書誌番号:46058328。
- 『古写経綜鑒』鵤故郷舎出版部、1942年。ASIN B000JB9DGW。
- 『古写経の鑒賞』宝雲舎、1944年。全国書誌番号:46003156。
- 『寧楽写経』大八洲出版、1947年。ASIN B000JA6KA0。
- 『日本写経綜鑒』三明社、1953年。ASIN B000JBA73A。
- 『かな描法』創元社、1964年4月。ISBN 978-4422720043。
- 『写経と修養』創元社、1965年。ASIN B000JAE3I6。
- 『写経入門』創元社、1971年2月。ISBN 978-4422720159。
  - 『写経入門』講談社学術文庫、2022年8月。ISBN 978-4065290798
- 『田中塊堂 現代書道教室』筑摩書房、1971年。ASIN B000J93EU0。
- 『日本古写経現存目録』思文閣、1973年。ASIN B000J9AIFE。
- 『小倉百人一首色紙』教育書道出版協会、1990年。全国書誌番号:95071104。